# Cardinal (cépage)
Pour les articles homonymes, voir Cardinal.
Le cardinal est le seul cépage rouge de raisin de table cultivé en France. Il est connu sous la dénomination CAR. Il est, à l'origine, un croisement entre le Flame pinot gris et le Alphonse Lavallée très connu. Il provient de Californie et a été obtenu en 1939 par Elmer Snyder. 
Il s’agit d’une variété qui a été introduite en France dans les années 1940. C'est un cépage très connu en France présent en raisins frais dans les supermarchés ou sur le bord des routes.

## Caractéristiques physiologiques

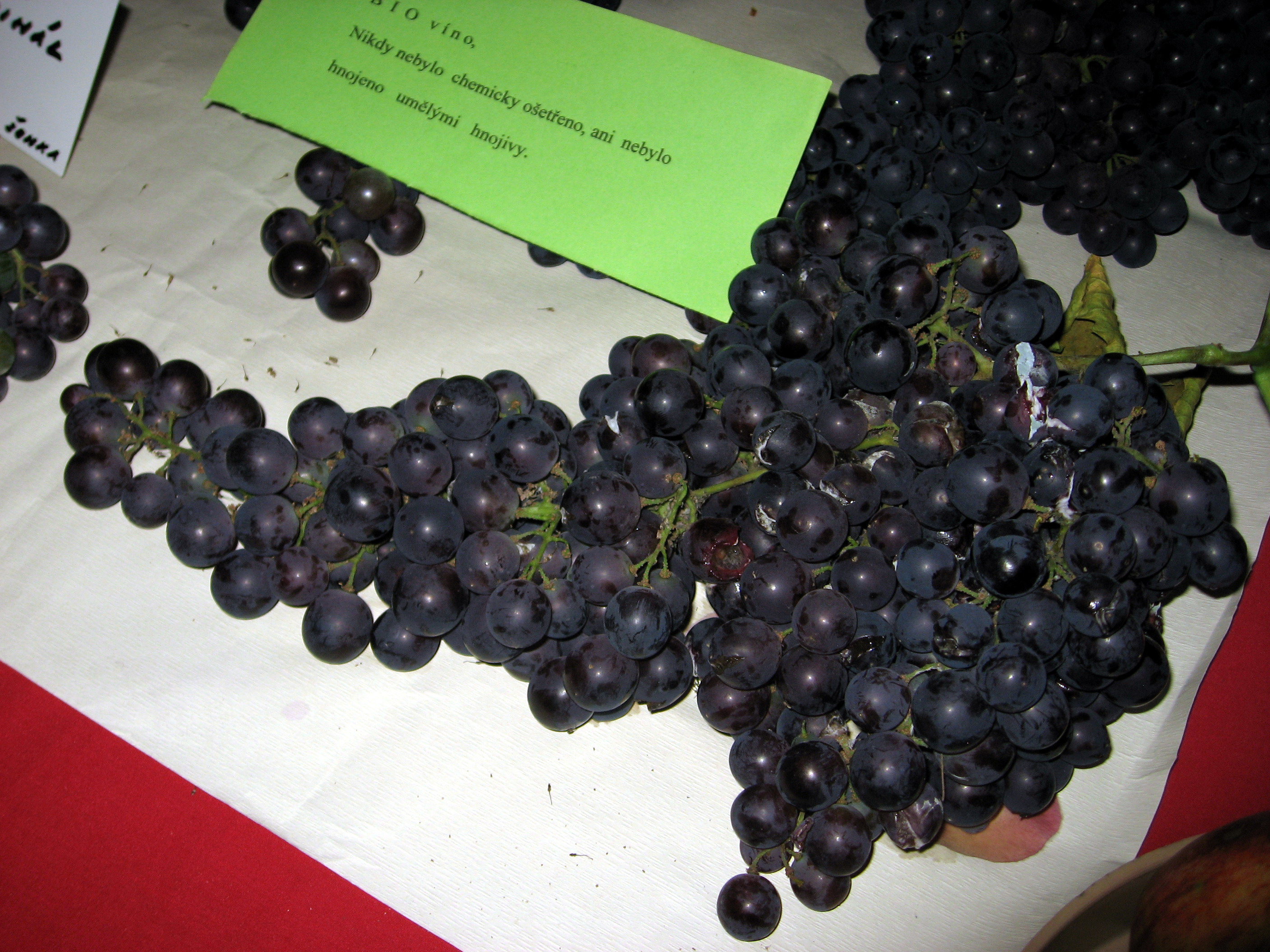
Grappe de cardinal.

Débourrement tardif presque 2 semaines après le Chasselas.
Très vigoureux : la taille courte est conseillée mais la longue est tolérée.
Bonne production de plus de 3 kg par cep de vigne. 
Le cardinal s'adapte bien à une culture sur fils de fer ou contre un mur. Il est nécessaire de le traiter contre les maladies auxquels il peut être sujet (Mildiou, Oïdium)

## Description des baies
Ses grappes sont grosses, coniques et assez lâches. Ses grains, sphérique et assez gros, sont enveloppés d'une peau moyennement épaisse. Ils renferment une chair ferme et très largement musquée.

## Synonymes
Suivant les pays où il est cultivé, il se nomme : Apostoliatiko, Karaburnu Rannii, Kardinal, Rannii Carabournu.

## Sources
- http://www.jardivigne.com
- https://viticabrol.fr
- http://www.plantdevigne.com